# Saint-Philippe-du-Seignal
Saint-Philippe-du-Seignal è un comune francese di 470 abitanti situato nel dipartimento della Gironda nella regione della Nuova Aquitania.

## Società

### Evoluzione demografica
Abitanti censiti